# پای شیر دندانه‌درشت
پای شیر دندانه‌درشت، پای شیر کجوری (نام علمی: Alchemilla gigantodusa) یک گونه از سرده پای شیر از خانواده یا تیرهٔ گلسرخیان است.